# Polityka zagraniczna Rumunii
Polityka zagraniczna Rumunii obejmuje stosunki dwustronne z innymi państwami oraz członkostwo w organizacjach międzynarodowych (m.in. Unia Europejska, NATO i ONZ). Polityka zagraniczna Rumunii w swych założeniach jest jednoznacznie oparta na kierunku zachodnim dążąc do wzmocnienia więzi politycznych i gospodarczych z USA i krajami Europy Zachodniej oraz wzmacniania bezpieczeństwa wschodniej flanki NATO. Istotnymi czynnikami kształtującym politykę zagraniczną Rumunii są postrzeganie Rosji jako zagrożenia dla bezpieczeństwa oraz poczucie odrębności kulturowej od państw ościennych (Węgry oraz kraje słowiańskie).

## Rumunia w Unii Europejskiej
Rumunia należy do Unii Europejskiej od 2007 roku.
Rumunia postrzega swoje członkostwo w Unii Europejskiej jako szansę na modernizację kraju dążąc do znalezienia się w głównym nurcie polityki europejskiej i popierając zacieśnianie integracji europejskiej. Jednocześnie Rumunia sprzeciwia się koncepcjom Europy dwóch prędkości. Na forum unijnym optuje za utrzymaniem wysokich nakładów na politykę spójności i wspólną politykę rolną.

## Relacje z USA

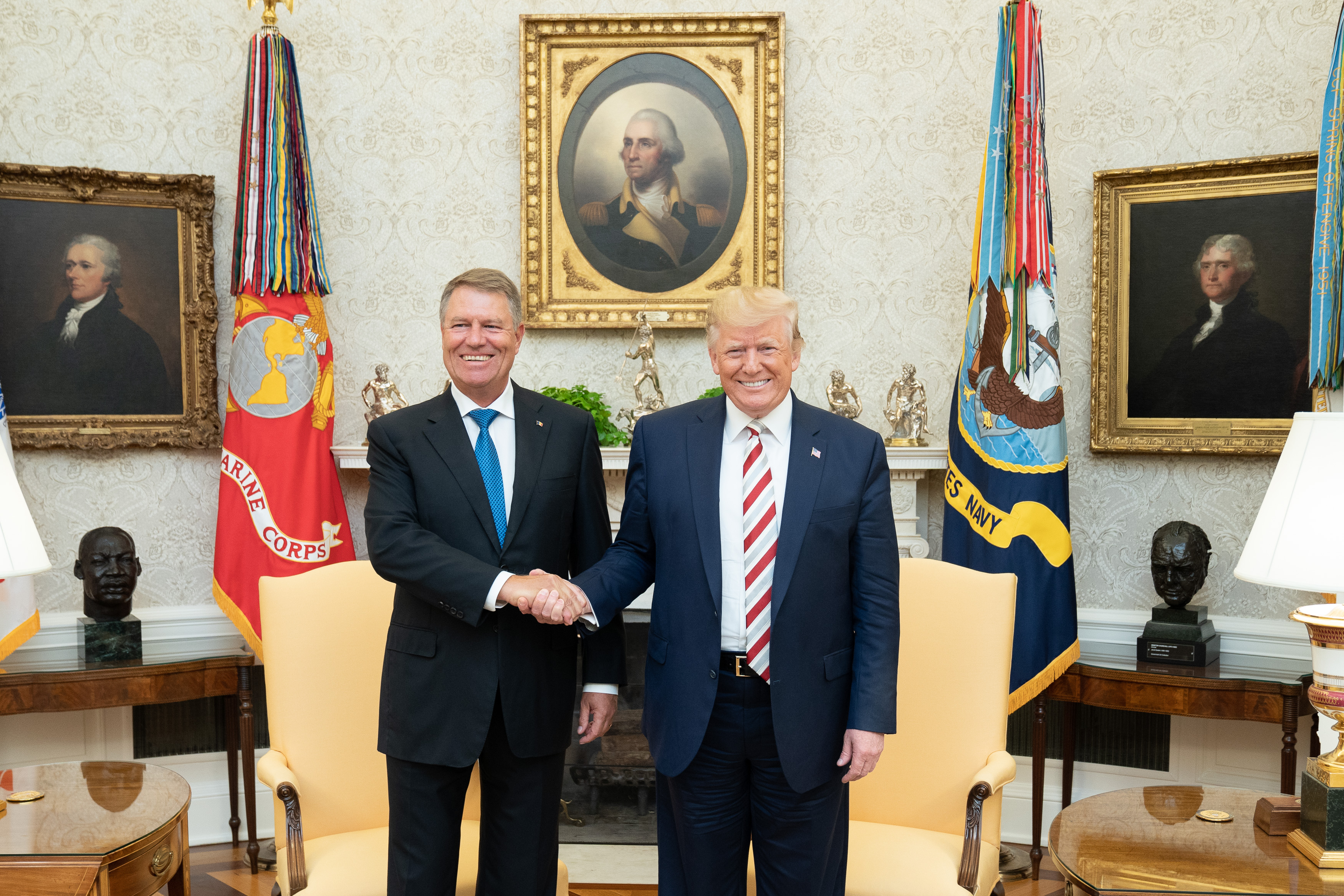
Spotkanie prezydenta Rumunii Klausa Iohannisa i prezydenta USA Donalda Trumpa w Waszyngtonie, 2019

Relacje Rumunii z USA dotyczą przede wszystkim sfery bezpieczeństwa i obronności. Od 2005 roku Rumunia udostępnia wojskom amerykańskim własne bazy wojskowe, zaś od 2010 roku na terenie Rumunii stacjonują (w ramach rotacyjnej obecności) oddziały amerykańskiej piechoty morskiej. Bukareszt wyraził zgodę na umiejscowienie w bazie w Deveselu elementów amerykańskiego systemu przeciwrakietowego. Oba kraje rozwinęły także bliską współpracę wywiadowczą.
Wymiar gospodarczy relacji rumuńsko-amerykańskich jest ograniczony. W 2021 roku wymiana handlowa między oboma krajami osiągnęła wartość 2,5 mld euro, która stanowiła 1,4% wartości obrotów handlowych Rumunii. Według szacunków Banku Narodowego Rumunii w 2020 roku wartość amerykańskich inwestycji sięgała 6 mld euro, co dawało amerykańskim firmom piąte miejsce wśród największych inwestorów zagranicznych w Rumunii. Przedmiotem rumuńsko-amerykańskiej współpracy gospodarczej jest energetyka jądrowa oraz wydobycie gazu ziemnego na Morzu Czarnym.
Strategiczny charakter relacji z USA determinuje stosunki Bukaresztu i Pekinu, co skutkowało ograniczeniem rumuńsko-chińskiej współpracy w sferze energetyki jądrowej i telekomunikacji.

## Relacje z Rosją
Rumunia jednoznacznie obierając kurs euroatlantycki postrzega Rosję jako źródło zagrożenia dla bezpieczeństwa i swej pozycji w regionie czarnomorskim. Kluczowym obszarem rywalizacji rumuńsko-rosyjskiej jest Mołdawia. Ponadto Moskwa negatywnie odbiera rumuńskie zaangażowanie na rzecz wzmocnienia wschodniej flanki NATO. Niski poziom stosunków rumuńsko-rosyjskich wynika także z historii (m.in. sowiecka okupacja Besarabii i północnej Bukowiny, narzucenie ustroju komunistycznego po 1945 roku). Relacje gospodarcze z Rosją mają dla Rumunii marginalny charakter.

## Relacje z sąsiadami i krajami Europy Środkowej
Rumunia ukierunkowując swoją politykę na dobre relacje z twardym jądrem Unii Europejskiej generalnie zachowuje dystans do regionalnych formatów współpracy (takich jak Grupa Wyszehradzka, z którą wchodzi w doraźne koalicje na forum unijnym). Rumunia wraz z Polską była inicjatorem formatu B9 jako instrumentu koordynacji polityki bezpieczeństwa i obrony państw wschodniej flanki NATO oraz uzgadniania stanowisk tych państw na forum NATO. Bukareszt włączył się także w Inicjatywę Trójmorza.

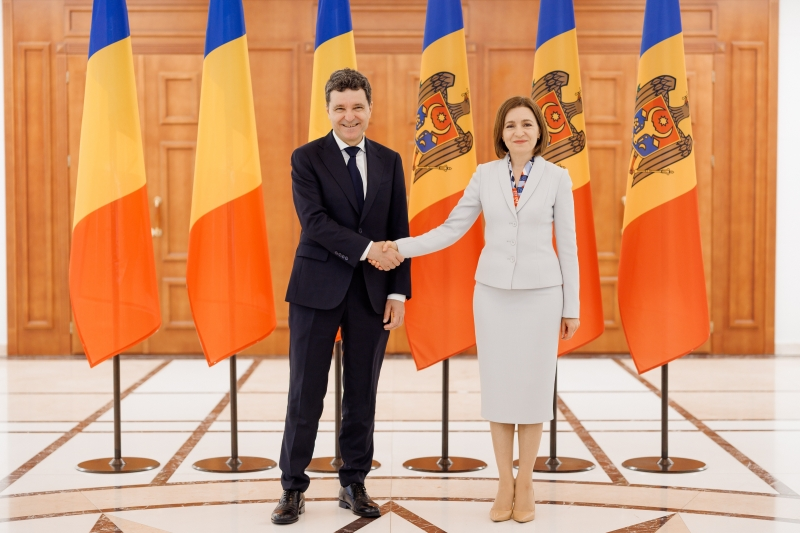
Spotkanie prezydenta Rumunii Nicușora Dana i prezydent Mołdawii Mai Sandu w Kiszyniowie, 2025

Z uwagi na jedność etniczno-językową i wspólną historię strategiczne znaczenie dla Rumunii mają relacje z Mołdawią. Dążąc do zacieśnienia więzi z tym krajem w sferze polityki, gospodarki, tożsamości, kultury i nauki  Bukareszt nie podejmuje tematu zjednoczenia. 

Współczesne stosunki polsko-rumuńskie nawiązując do tradycji współpracy z przeszłości skupiają się na kwestiach bezpieczeństwa i obrony. Oba kraje łączy podobna percepcja w zakresie zagrożenia rosyjskiego i ukierunkowania na bliską współpracę z USA.

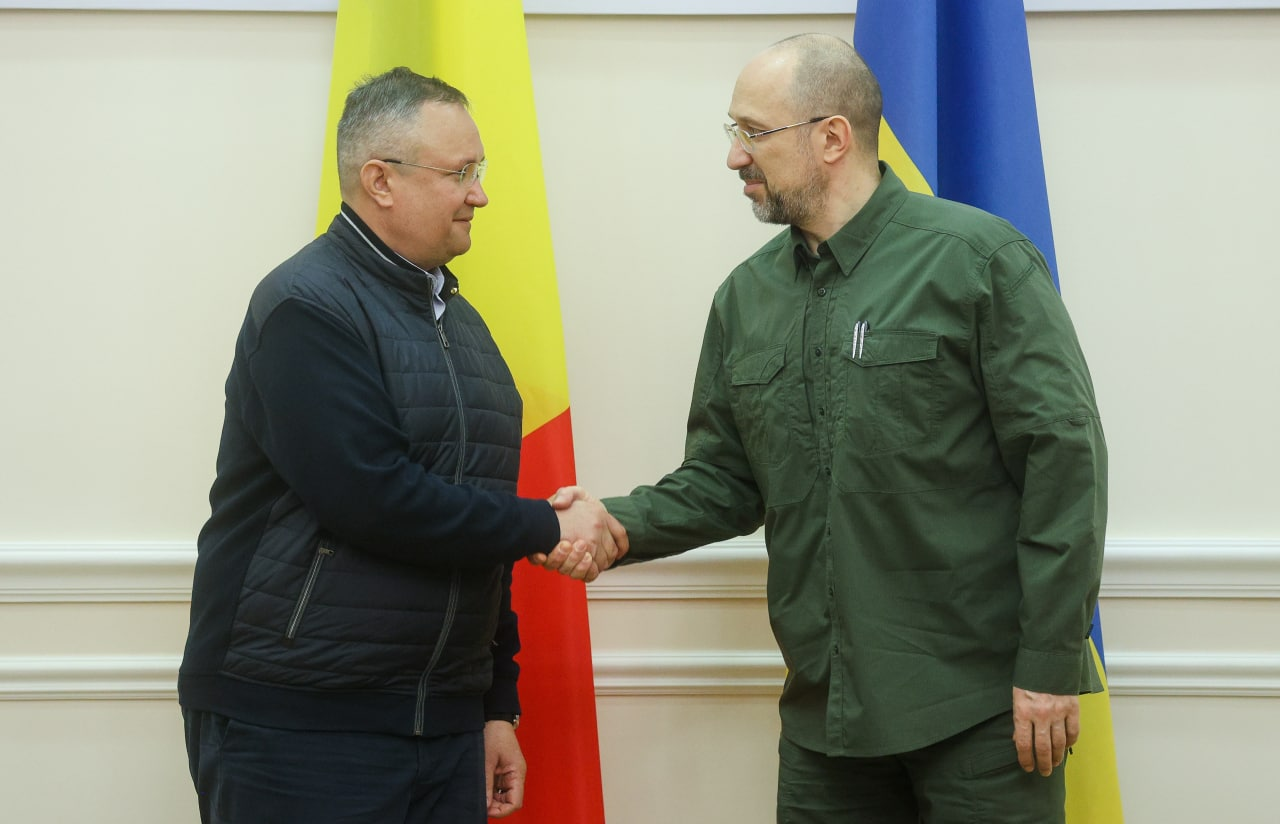
Premier Rumunii Nicolae Ciucă i premier Ukrainy Denys Szmyhal, 2022

Relacje z Ukrainy cechowała ostrożność i nieufność. W przeszłości wpływ na to miały powiązania władz ukraińskich z Rosją. Ponadto jedną z przyczyn napięć w stosunkach dwustronnych były kwestie mniejszości narodowych. Przyjęcie prozachodniego kursu przez Ukrainę po 2014 roku poprawiło relacje między oboma państwami. Inwazja Rosji na Ukrainę w 2022 roku wpłynęła na zbliżenie Rumunii i Ukrainy. W październiku 2023 prezydenci obu krajów zadeklarowali ustanowienie rumuńsko-ukraińskiego partnerstwa strategicznego.
W relacjach z Węgrami obszarem problemowym jest status mniejszości węgierskiej w Rumunii (w tym postulaty utworzenia węgierskiego regionu autonomicznego). Spory na tym tle uwidoczniły się szczególnie po przejęciu władzy na Węgrzech przez partię Fidesz w 2010 roku. Ponadto przyczyną nieufności w relacjach rumuńsko-węgierskich jest stosunek do Rosji. Pomimo różnic politycznych oba kraje utrzymują bliskie relacje ekonomiczne.